# Patrullrobot

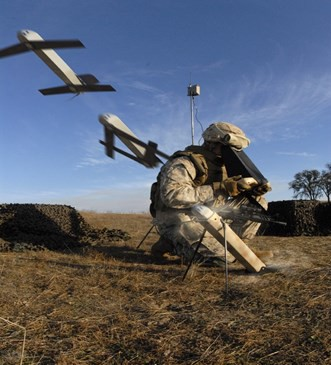
En amerikansk patrullrobot av typen Switchblade 300.

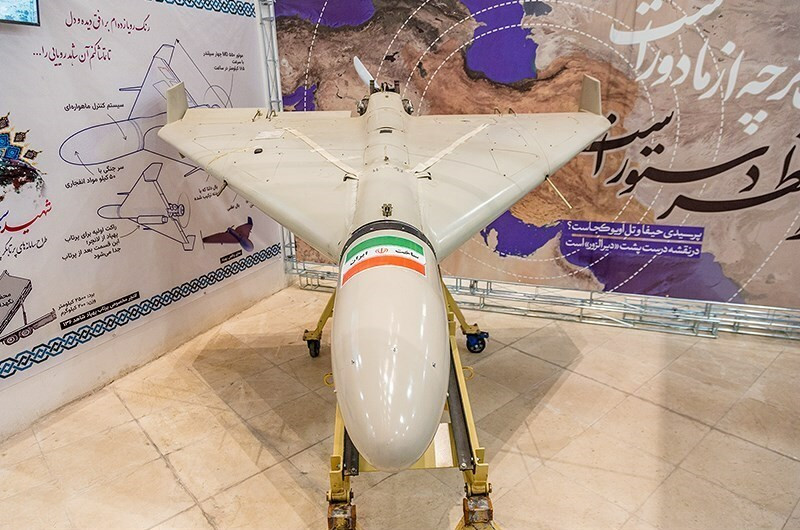
En iransk patrullrobot av typen HESA Shahed 136

Patrullrobot, internationellt också kallad självmordsdrönare (suicide drone), kamikazedrönare (kamikaze drone), eller explosiv drönare (exploding drone), är en typ av stridsrobot: ett luftburet vapensystem med inbyggd stridsdel. Den kan patrullera i ett målområde tills ett mål upptäcks, varvid roboten anfaller genom att krascha på målet och explodera. De kan vara målsökande (autonoma) eller kommandostyrda av en operatör. Sådana vapensystem kan reagera snabbare på dolda mål som dyker upp under en kort tid, utan att den anfallande parten behöver använda dyrbara vapensystem nära målområdet, och medger också bättre målstyrning eftersom anfallet enklare och effektivare kan ändras eller avbrytas under pågående flygning jämfört med en konventionell stridsrobot.
Patrullrobotar är ett mellanting mellan kryssningsrobot och stridsdrönare och delar egenskaper med båda systemen. Till skillnad från kryssningsrobotar är patrullrobotarna byggda för att avvakta under en relativt lång tid i målområdet, och från stridsdrönarna på så sätt att de förstörs vid en attack till följd av sin inbyggda verkansdel. På detta sätt kan patrullroboten betraktas som ett otraditionellt avståndsvapen.
Patrullrobotarna togs först fram under 1980-talet som ett sätt att nedtrycka och oskadliggöra markbaserat luftvärn (SEAD), till exempel luftvärnsrobotsystem och allt fler försvarsmakter införde dessa system under 1990-talet. Från början på 2000-talet vidareutvecklades patrullrobotsystemen för andra användningsområden, från relativt långa anfallsavstånd och eldunderstöd, till små, burna system för mycket korta avstånd.